# USS Michigan (BB-27)
O USS Michigan foi um couraçado operado pela Marinha dos Estados Unidos e a segunda e última  embarcação da Classe South Carolina, depois do USS South Carolina. Sua construção começou em dezembro de 1906 na New York Shipbuilding Corporation e foi lançado ao mar em maio de 1908, sendo comissionado em janeiro de 1910. Era armado com uma bateria principal de oito canhões de 305 milímetros em quatro torres de artilharia duplas, tinha um deslocamento de quase dezoito mil toneladas e conseguia alcançar uma velocidade máxima de dezoito nós.
O Michigan passou boa parte de sua carreira atuando no Oceano Atlântico e Mar do Caribe, com suas principais atividades consistindo em exercícios e treinamentos de rotina. Visitou a Europa em 1910 e depois participou da Ocupação de Veracruz em 1914. Sua baixa velocidade máxima fez com que atuasse com os obsoletos pré-dreadnoughts durante a Primeira Guerra Mundial, primeiro atuando como navio-escola para recrutas e depois escoltando comboios. Continuou a ser usado como navio-escola após o conflito até ser descomissionado em 1921 e desmontado.

## Características

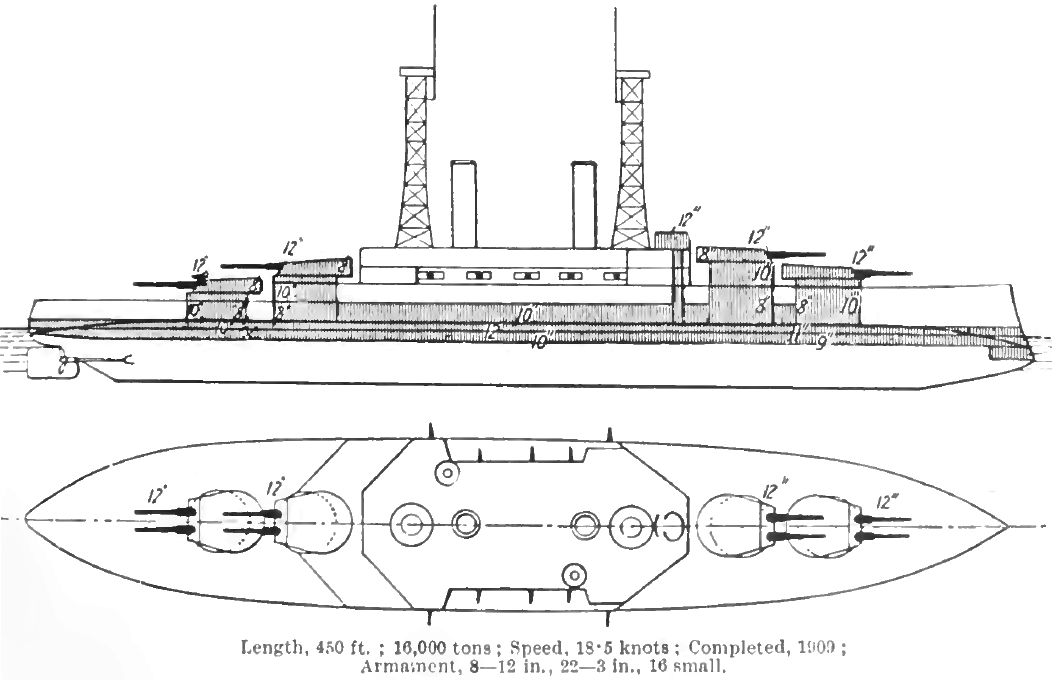
Desenho da Classe South Carolina

O Michigan tinha 138 metros de comprimento de fora a fora, uma boca de 24,4 metros e um calado de 7,4 metros. Seu deslocamento normal era de 16 257 toneladas e o deslocamento carregado podia chegar a 17,9 mil toneladas. Seu sistema de propulsão era composto por dois motores verticais de tripla-expansão alimentados pelo vapor gerado por doze caldeiras Babcock & Wilcox. Este sistema tinha uma potência indicada de 16,5 mil cavalos-vapor (12,1 mil quilowatts), o que permitia uma velocidade máxima de 18,5 nós (34 quilômetros por hora). Sua autonomia era 6 950 milhas náuticas (12 870 quilômetros) a uma velocidade de dez nós (dezenove quilômetros por hora). Sua tripulação era composta por 869 oficiais e marinheiros.
O couraçado era armado com uma bateria principal de oito canhões Marco 5 calibre 45 de 305 milímetros montados em quatro torres de artilharia duplas na linha central, duas na proa e duas na popa, com uma sobreposta a outra. A bateria secundária consistia em 22 canhões calibre 50 de 76 milímetros em casamatas nas laterais do casco. O armamento contra barcos torpedeiros tinha dois canhões Hotchkiss calibre 40 de 47 milímetros e oito canhões de 37 milímetros na superestrutura. Também tinha dois tubos de torpedo submersos de 533 milímetros, um em cada lateral. O cinturão principal de blindagem tinha 305 milímetros de espessura sobre os depósitos de munição, 254 milímetros sobre as salas de máquinas e 203 milímetros em outras áreas. O convés blindado tinha entre 25 e 64 milímetros de espessura. As torres de artilharia tinham frentes de 305 milímetros de espessura e ficavam em cima de barbetas com 254 milímetros. As casamatas eram protegidas por 254 milímetros, enquanto a torre de comando tinha laterais de 305 milímetros.

## História

### Início de serviço

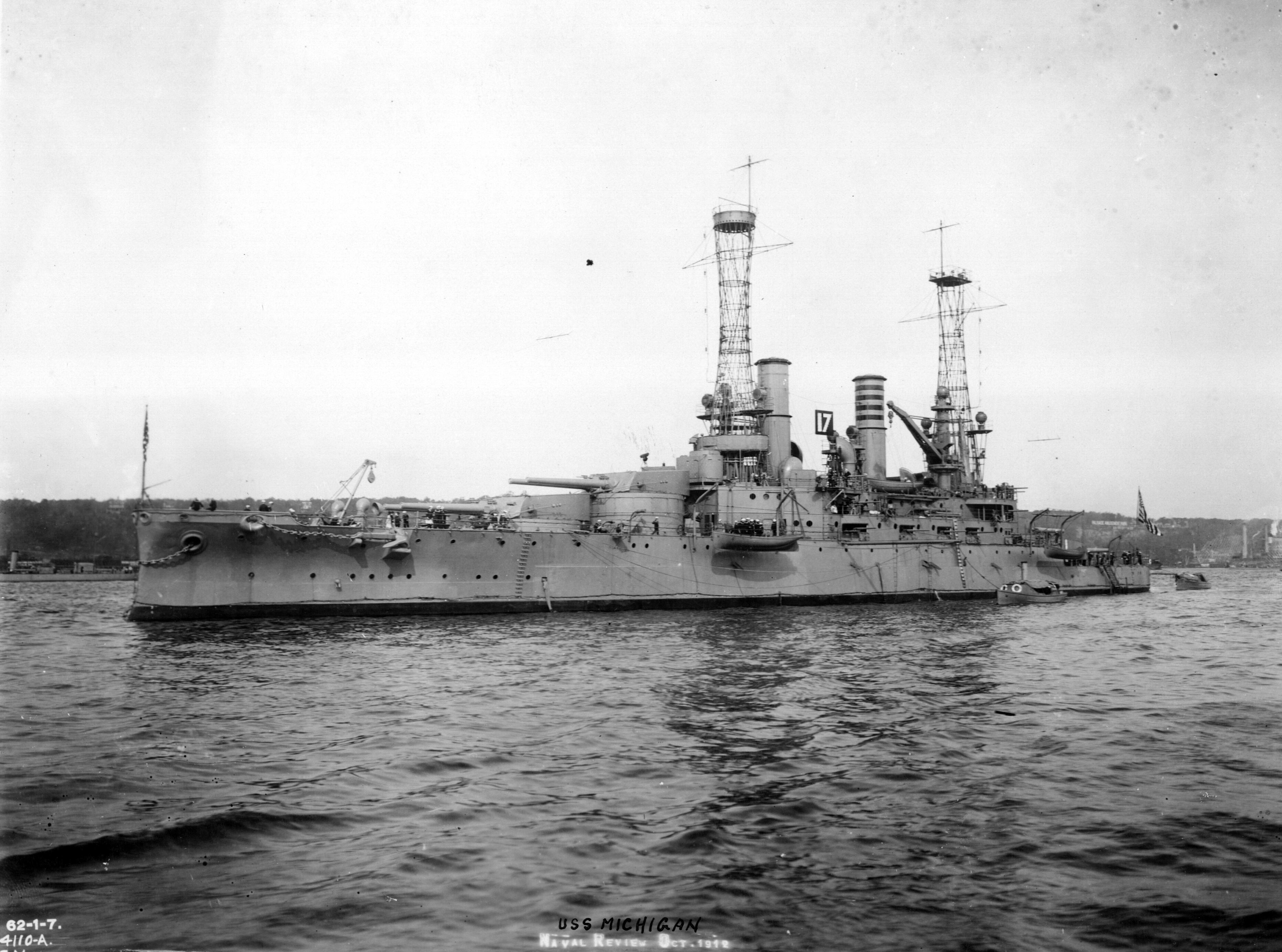
O Michigan em outubro de 1912

O batimento de quilha do Michigan ocorreu em 17 de dezembro de 1906 na New York Shipbuilding Corporation em Camden em Nova Jérsei. Foi lançado ao mar em 26 de maio de 1908 e batizado por Carol Newberry, filha de Truman Handy Newberry, o Secretário Assistente da Marinha. Foi comissionado na frota em 4 de janeiro de 1910, sendo designado para a Frota do Atlântico. Iniciou logo em seguida um cruzeiro de testes pelo Mar do Caribe que durou até 7 de junho. Depois disso juntou-se à manobras de treinamento próximas da Nova Inglaterra a partir de 29 de julho. O navio etão foi para um cruzeiro de treinamento para a Europa, partindo em 2 de novembro de Boston no Massachusetts e tendo paradas em Portland no Reino Unido e Cherbourg na França. Chegou neste último em 8 de dezembro e permaneceu lá até o dia 30, quando partiu para o Caribe. Chegou na Baía de Guantánamo em Cuba em 10 de janeiro de 1911 e continuou para Norfolk na Virgínia, chegando quatro dias depois. Durante este período, o futuro pioneiro da aviação naval norte-americana John Henry Towers estava servindo a bordo como observador para as armas principais. O fato que estas conseguiam disparar para além do horizonte convenceu Towers da necessidade dos navios transportarem aeronaves observadoras.
O Michigan ficou navegando por diferentes cidades da Costa Leste dos Estados Unidos durante a maior parte dos dois anos seguintes. Ele partiu em 15 de novembro de 1912 para um cruzeiro pelo Golfo do México, incluindo paradas em Pensacola na Flórida, Nova Orleães na Luisiana e Galveston no Texas. A embarcação continuou então até Veracruz no México, onde chegou em 12 de dezembro. Permaneceu no local por dois dias até iniciar sua viagem de volta para casa, chegando em Hampton Roads em 20 de dezembro. Patrulhas pela Costa Leste foram retomadas na primeira metade de 1913. Em 6 de julho deixou Quincy no Massachusetts para mais uma viagem para o México. Esta se deu em decorrência da Revolução Mexicana, que ameaçava os interesses norte-americanos no país. Chegou em Tampico em 15 de julho e continuou navegando pelo litoral mexicano até 13 de janeiro de 1914, quando partiu para Nova Iorque em Nova Iorque, chegando sete dias depois. Foi então transferido de volta para Norfolk.
O couraçado partiu em 14 de fevereiro para a Baía de Guantánamo, voltando a Hampton Roads em 19 de março. O Michigan começou um terceiro cruzeiro pelo México em 16 de abril a fim de dar apoio à Ocupação de Veracruz. Chegou na cidade em 22 de abril e desembarcou um batalhão do Corpo de Fuzileiros Navais para fazer parte da força de ocupação. O navio patrulhou o litoral mexicano até voltar aos Estados Unidos em 20 de junho, chegando na Baía de Delaware seis dias depois. A mesma rotina de cruzeiros pela Costa Leste continuou pelos três anos seguintes. A tripulação experimentou diretórios de controle de disparo em dezembro de 1914, com estes tendo produzido resultados significativamente melhores em testes de artilharia realizados no início de 1915. O Michigan realizou exercícios de artilharia em setembro de 1916 contra o antigo monitor USS Miantonomoh, que serviu de alvo de tiro, incluindo exercícios de disparo noturno no dia 18. Três dias depois, durante mais uma rodada de disparos contra o Miantonomoh, um projétil dentro do canhão esquerdo da segunda torre de artilharia do couraçado explodiu. O cano da arma foi rompido onde ele deixava a torre e fragmentos danificaram o castelo da proa e a superestrutura. Um tripulante foi ferido. O Michigan chegou em 23 de setembro no Estaleiro Naval da Filadélfia para passar por reparos.

### Primeira Guerra

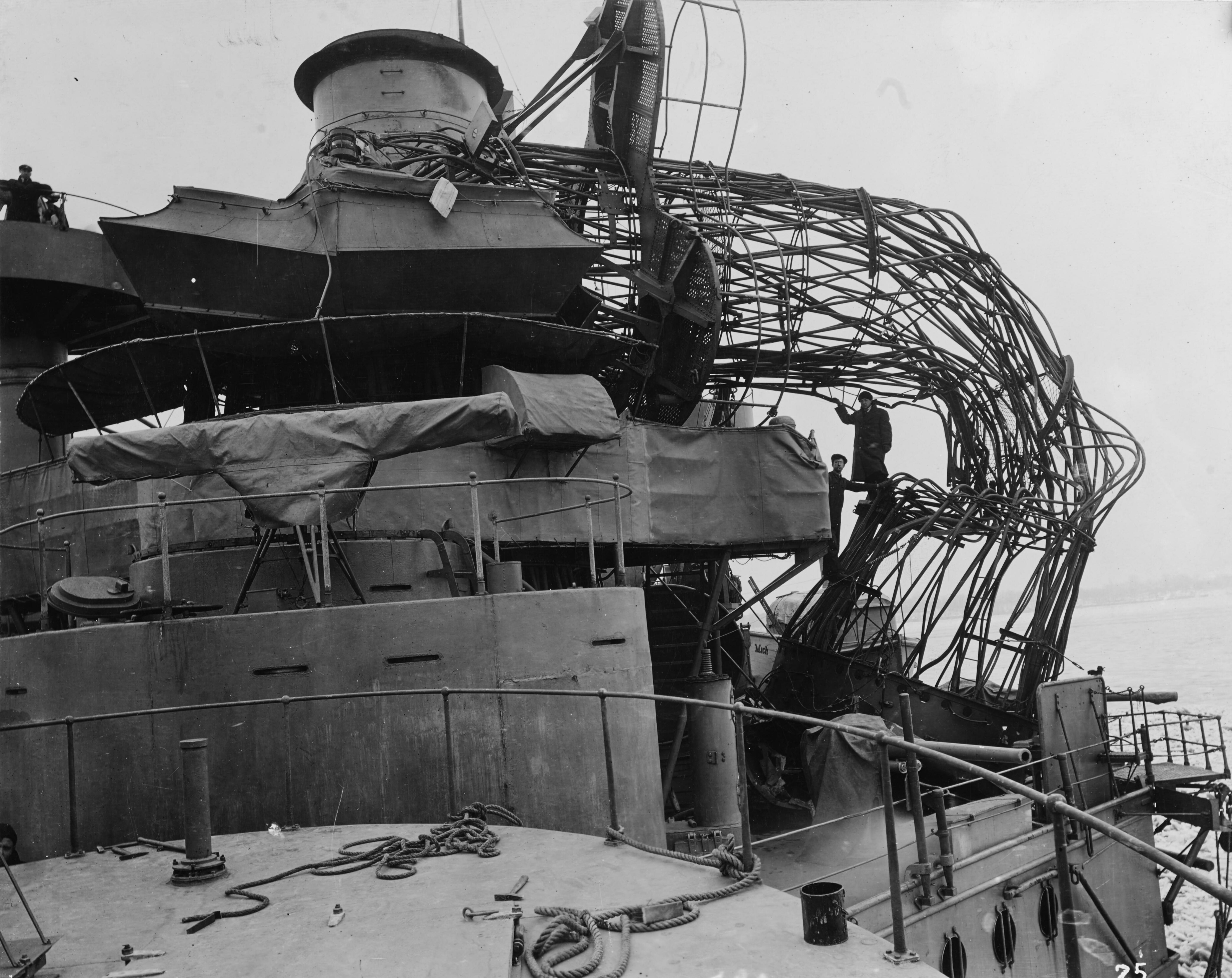
O mastro de treliça caído do Michigan em janeiro de 1918

Os Estados Unidos declararam guerra contra a Alemanha em 6 de abril de 1917 porque os alemães tinham retomado uma campanha de guerra submarina irrestrita. O Michigan no mesmo dia foi designado para a Força de Couraçados 2 devido sua baixa velocidade máxima, sendo encarregado de treinar recrutas e escoltar comboios. Participou de manobras com a frota e exercícios de artilharia como parte da missão de treinamento. O couraçado estava navegando próximo de Cabo Hatteras em 15 de janeiro de 1918 quando um temporal forte e mares bravios derrubaram seu mastro de treliça dianteiro. O navio tinha rolado para bombordo e depois imediatamente rolou para estibordo. Esta mudança rápida de direção fez o mastro quebrar em seu ponto mais estreito, que tinha sido danificado na explosão do canhão de 1916 e remendado. O acidente matou seis tripulantes e feriu outros treze. A embarcação foi para Norfolk e transferiu os feridos para o navio hospital USS Solace, chegando em 22 de janeiro no Estaleiro Naval da Filadélfia para reparos.
O Michigan voltou para o serviço com um novo mastro no início de abril e pelos meses seguintes ocupou-se de treinamentos de artilharia na Baía de Chesapeake. Partiu em 30 de setembro na escolta de um comboio para a Europa, porém no meio do caminho perdeu sua hélice de bombordo, forçando-o a deixar o comboio em 8 de outubro e voltar a fim de passar por reparos. O navio permaneceu fora de serviço pelo restante da guerra. A Alemanha assinou um armistício em 11 de novembro, encerrando a guerra. O Michigan foi designado no final de dezembro para a Força de Cruzeiro e Transporte com o objetivo de transportar soldados norte-americanos de volta da Europa. Fez duas viagens de ida e volta em 1919 nessa operação, a primeira de 18 de janeiro a 3 de março e a segunda entre 18 de março e 16 de abril, transportando ao todo 1 062 soldados.

### Fim de carreira

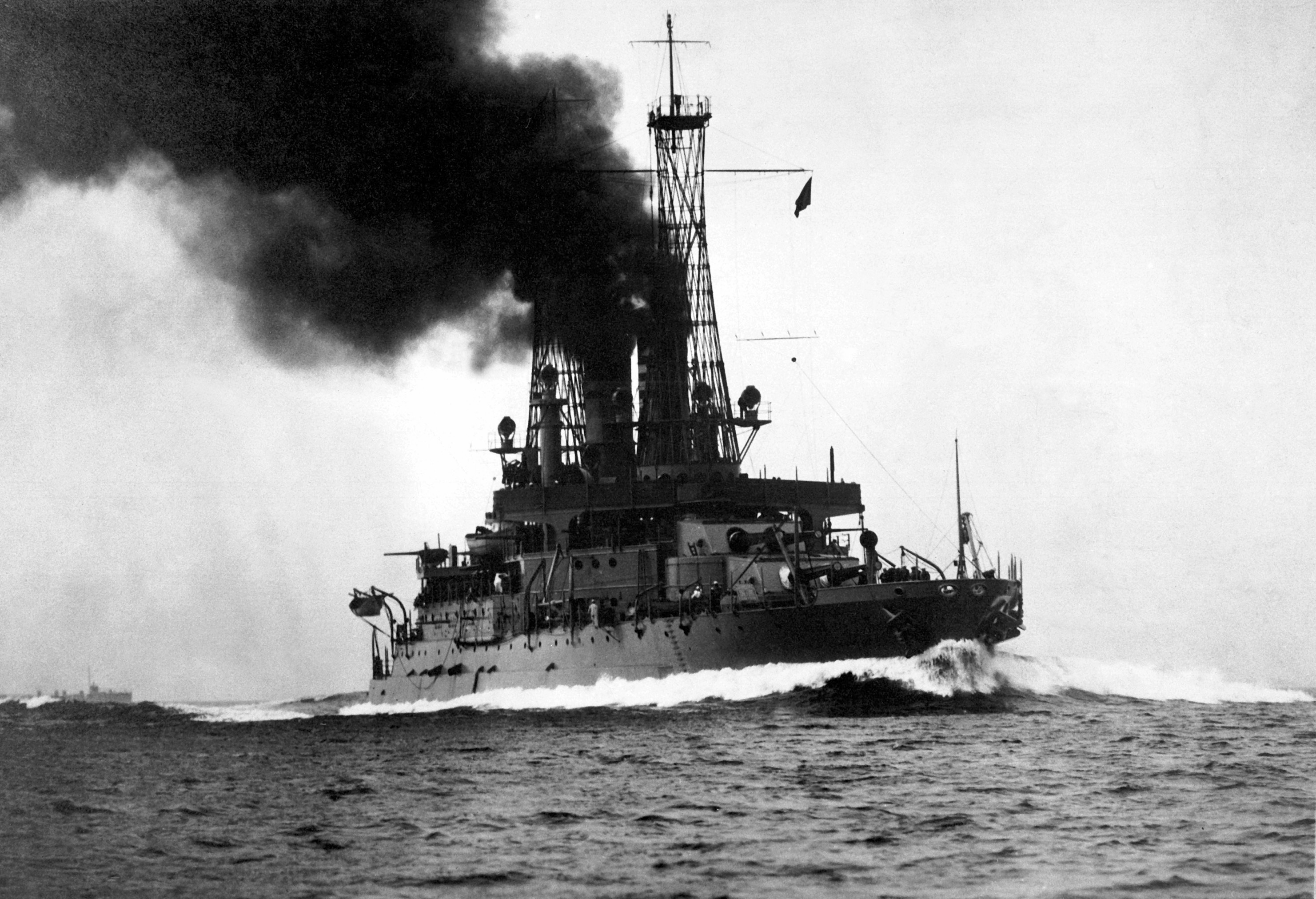
O Michigan c. 1918

O navio foi para o Estaleiro Naval da Filadélfia em maio para passar por reformas que duraram até junho. Depois disso voltou para sua rotina de treinamentos de tempos de paz. O Michigan foi reduzido em 6 de agosto para uma comissão limitada e colocado no Estaleiro Naval da Filadélfia. Foi para Annapolis em Maryland em 19 de maio de 1920 para embarcar um contingente de aspirantes da Academia Naval dos Estados Unidos para um grande cruzeiro de treinamento. A embarcação foi para o sul e atravessou o Canal do Panamá, seguindo para Honolulu no Havaí, onde chegou em 3 de julho. O couraçado visitou várias bases navais na Costa Oeste dos Estados Unidos pelo verão, incluindo Seattle em Washington e São Francisco, Los Angeles e São Diego na Califórnia, voltando para Annapolis em 2 de setembro. Três dias depois voltou para a Filadélfia, onde foi temporariamente descomissionado.
O Michigan voltou ao serviço em 1921 para mais um cruzeiro pelo Caribe, partindo em 4 de abril. Voltou para a Filadélfia em 23 de abril, com a embarcação envolvendo-se em um pequeno escândalo. O capitão Clark Daniel Stearns, seu oficial comandante, permitiu em 3 de maio a instituição de uma série de comitês de marinheiros com o objetivo de aliviar a tensão existente entre oficiais e o resto da tripulação. Entretanto, os comandantes da Frota do Atlântico e da esquadra do Michigan acharam que os comitês eram uma ameaça à disciplina e uma evidência de influências marxistas entre os homens. Eles entraram em contato com Edwin Denby, o Secretário da Marinha, que removeu Stearns do comando. O couraçado embarcou um novo grupo de aspirantes para um cruzeiro de treinamento em 28 de maio. Um novo cruzeiro de treinamento começou em 28 de maio, desta vez para a Europa. Paradas incluíram Cristiania na Noruega, Lisboa em Portugal e Gibraltar. Passou pela Baía de Guantánamo no caminho de volta para Hampton Roads, chegando em 22 de agosto.
Os Estados Unidos, Reino Unido e Japão lançaram enormes programas de construção navais nos anos imediatamente após o fim da Primeira Guerra Mundial. Entretanto, todos os três concordaram que uma corrida armamentista naval não era de seus interesses, assim reuniram-se a partir de novembro de 1921 na Conferência Naval de Washington para discutir limitações armamentistas navais. O resultado foi o Tratado Naval de Washington, assinado em fevereiro de 1922. Os termos do tratado ditavam que o Michigan deveria ser desmontado. O navio tinha ido para mar pela última vez em 31 de agosto de 1921 e seguiu para ser desmontado na Filadélfia. Chegou em 1º de setembro e foi descomissionado em 11 de fevereiro de 1922. Foi removido do registro naval em 10 de novembro de 1923 e desmontado no ano seguinte.